# Calla Curman

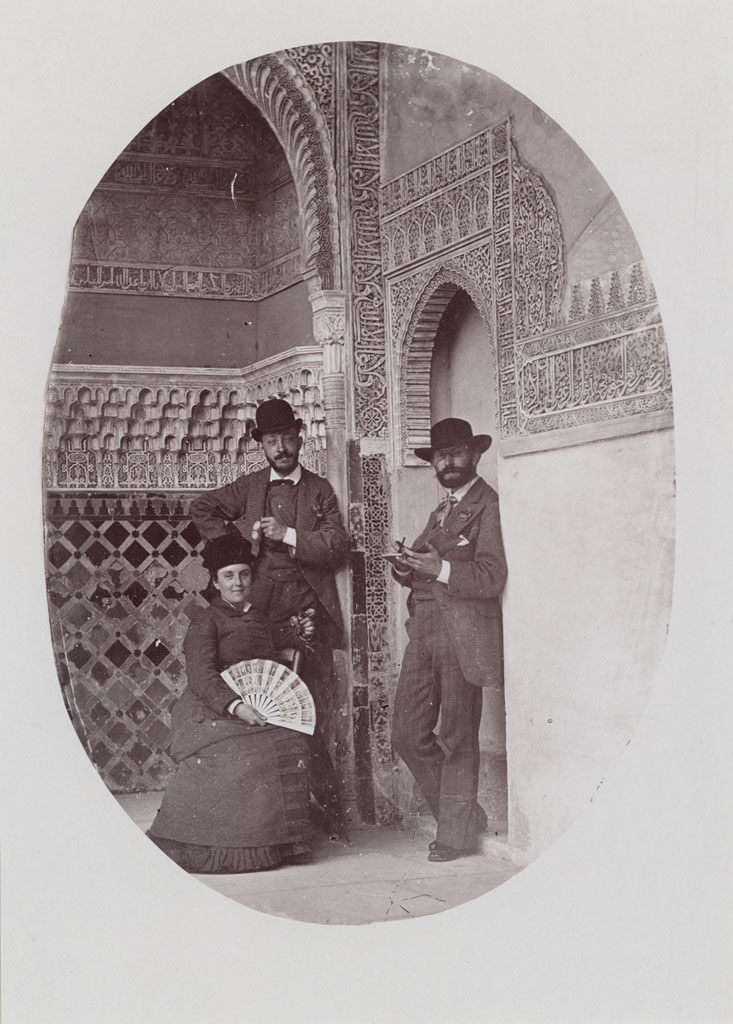
Calla Curman med solfjäder och två okända män i palatsområdet Alhambra i Granada, Andalusien, Spanien (1878).

Calla Curman, född Lundström den 12 november 1850 i Jönköping, död 2 februari 1935 i Stockholm, var en svensk författare, samhällsdebattör samt en av grundarna av Nya Idun. Hon var också genom markdonation grundare av Stångehuvuds naturreservat.

## Familj
Calla Curman var enda barnet till industrimannen Carl Frans Lundström och Sofie Malmberg (1830–1897). Hon gifte sig som 17-åring med bataljonsläkaren Adolf Liljenroth (1836–1874) som hon fick två barn med: Gunhild Hasselrot och Ragnar Liljenroth. Efter att ha blivit änka gifte hon om sig 1878 med Carl Curman, med vilken hon fick barnen Sigurd Curman, Ingrid Fries, Nanna Fries och Carl G. Curman.
Ett par år efter att hon blivit änka efter Liljenroth tog Callas föräldrar med henne på en resa till Italien. Den bildade Carl Curman, som hon hade lärt känna vid ett besök med sin mor i Lysekil under några sommarveckor 1864, bjöds med som guide för Italienresan. 1877 återkom hon till Lysekil, då som professor Carl Curmans gäst. Året efter gifte de sig. Han hade varit verksam som badläkare i Lysekil från 1859.

## Engagemang
Calla Curman var initiativtagaren till grundandet av kvinnosällskapet Nya Idun 1885. Sällskapet Nya Idun hade som förebild den manliga motsvarigheten Sällskapet Idun. I sin motivering till grundandet av Nya Idun skrev Calla Curman: ”Varför skulle inte också vi kvinnor, oberoende av våra olika politiska och religiösa åsikter kunna samlas till ömsesidigt utbyte av tankar i gemensamma intellektuella, konstnärliga och litterära intressen?”.
Calla Curman var också engagerad i en rad andra frågor.  Bland annat var hon ledamot i styrelsen för det 1874 grundade Handarbetets vänner, medlem i Svenska drägtreformföreningen, ledamot i styrelsen för Stockholms läsestuga på Kungsholmen 1898–1900, ledamot i styrelsen för Samfundet för unison sång 1908–1915, och satt i lokalstyrelsen i Stockholm för Riksföreningen för svenskhetens bevarande i utlandet 1918–1924. För den sistnämnda föreningen blev hon hedersledamot 1928. Hon var även en skicklig pianist och gav 1897 ut ett eget häfte med kompositioner och var en av dem som skrev på uppropet till bildandet av Mors dag 1919. Hon tilldelades Illis quorum och Handarbetets vänners medalj.

## De Curmanska mottagningarna
De ”Curmanska mottagningarna” i Curmanska villan på Floragatan i Stockholm var på 1880- och 1890-talen ett begrepp bland vetenskapsmän, konstnärer och författare. Hon ville sammanföra många olika slags människor till givande samtal och diskussioner. I regel ordnades två kvällar på hösten och tre på vintern. På de Curmanska mottagningarna syntes personer som poeten Carl Snoilsky, konstnären August Malmström, matematikern Sonja Kovalevskij, kompositören Laura Netzel, författaren Viktor Rydberg, Bjørnstjerne Bjørnson och samhällsdebattören Ellen Key.

## De Curmanska villorna och naturreservatet Stångehuvud

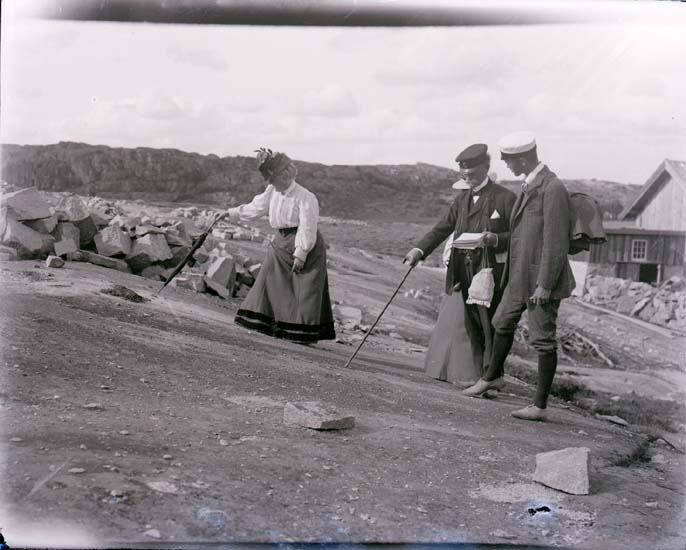
Calla Curman pekar indignerad på misshandlade hällristningar av stenhuggare i Brastad. Thor och Gerhard Odencrantz c:a 1907.

1878–1880 byggde paret Curman de villor i fornnordisk stil, även kallade de Curmanska villorna, vilka utgör ett karaktäristiskt inslag i Lysekils stadsbild. De återvände till Lysekil varje sommar och Calla gjorde långa promenader i naturen och fäste sig särskilt för Stångehuvud en bit utanför staden, där granitklipporna skulpterats av inlandsisen. Redan i början av 1870-talet hade stenbrytningen tagit sin början i Stångehuvud som gick hårt åt de bohuslänska klipporna under den här tiden, där man inte tog någon hänsyn till den unika naturen. Under sommar efter sommar de sista årtiondena av 1800-talet och början av 1900-talet såg Calla Curman området naggas i kanten alltmer. Stenindustrins häftiga framfart i Stångehuvud oroade henne djupt in i själen. Många kvällar gick hon och funderade på vad som kunde göras för att stoppa stenbrytningen och skona bergen från vidare förstörelse. 
Men detta var lättare sagt än gjort genom att stenindustrin svarade för många arbetstillfällen och stora inkomster för stenindustrin. Calla skrev flera insändare i olika tidningar och till de styrande i Lysekil och bad att stenbrytningen i första hand borde upphöra, men om den måste fortsätta borde den ske mer planmässigt och med större skonsamhet. Hon fick dock inget gehör för sina synpunkter. För att förhindra att den vackra naturen vid Stångehuvud förstördes började hon från 1916, med stor envishet och långdragna förhandlingar med markägarna, successivt köpa in bit efter bit av Stångehuvud, ofta via ombud för att inte avslöja att det var samma person som stod som köpare och fram mot 1920 hade hon lyckats köpa in hela området, totalt cirka 16 hektar. Den 3 november 1925 donerade hon området till Kungliga Vetenskapsakademin i avsikt att området skulle bevaras för all framtid. Samtidigt inrättades Carl och Calla Curmans stiftelse som ska hålla ett vakande öga över Stångehuvud och avgöra vilka skötsel- och underhållsinsatser som bör vidtas för att bevara och vårda området. En minnessten över Calla Curmans gärning finns rest på Stångehuvud med undertexten Stångehuvuds räddare.
Genom donationer gjorde hon också en stor bestående insats i Stockholm. Calla Curman donerade pengar till Historiska museet och Egyptiska museet i Stockholm, medicinsk forskning, en tysk professur vid Stockholms högskola, Bergianska trädgården och en lantbruksskola. Hon ägnade sig också liksom sin mor Sofie åt välgörenhet till enskilda människor.

## Bibliografi

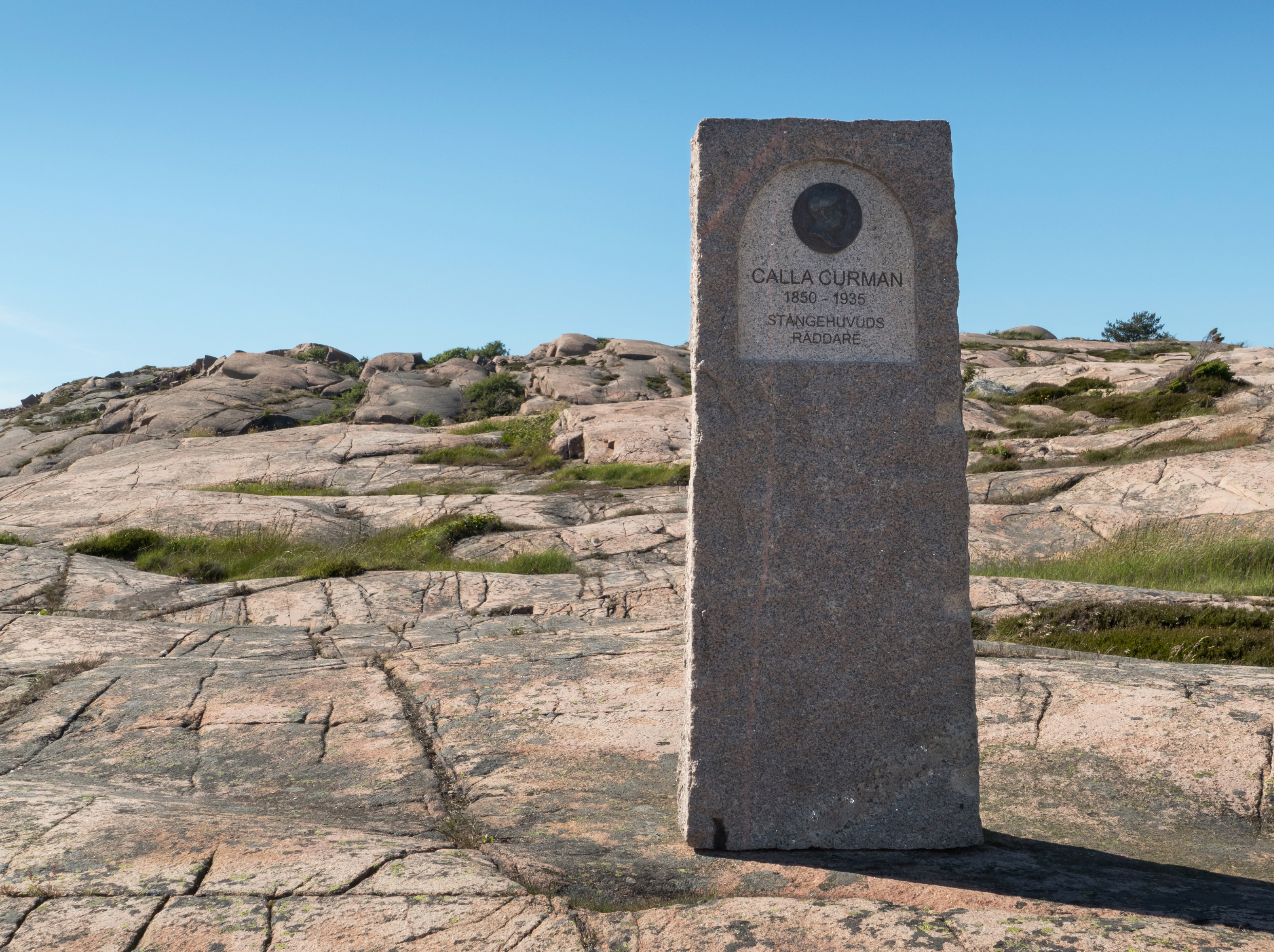
Minnessten över Calla Curmans på Stångehuvud